# (400380) 2007 XN54
(400380) 2007 XN54 es un asteroide perteneciente al cinturón de asteroides descubierto el 14 de diciembre de 2007 por el equipo del Mount Lemmon Survey desde el Observatorio del Monte Lemmon, Arizona, Estados Unidos.

## Designación y nombre
Designado provisionalmente como 2007 XN54.

## Características orbitales
2007 XN54 está situado a una distancia media del Sol de 2,548 ua, pudiendo alejarse hasta 3,056 ua y acercarse hasta 2,039 ua. Su excentricidad es 0,199 y la inclinación orbital 14,10 grados. Emplea 1485,68 días en completar una órbita alrededor del Sol.

## Características físicas
La magnitud absoluta de 2007 XN54 es 17,5. 